# Werner Holschemacher
Werner Holschemacher (* 22. Dezember 1903 in Graudenz; † 26. Oktober 1963 in Kassel) war ein deutscher Jurist und Instanzrichter.

## Leben
Holschemacher studierte Rechtswissenschaften in Marburg, Göttingen, Gießen, Heidelberg und Berlin. In Heidelberg wurde er im Corps Suevia Heidelberg aktiv. Holschemacher  promovierte zum Dr. jur. und wurde Rechtsanwalt in Berlin. Den Kriegsdienst im Zweiten Weltkrieg absolvierte er als Hauptmann und Generalstabsoffizier im Stab der 81. Infanterie-Division in Kurland. Nach der Entlassung aus sowjetischer Kriegsgefangenschaft 1953 wurde er 1954 Richter am Arbeitsgericht in Berlin, wo er zum Direktor des Landesarbeitsgerichts Berlin aufstieg. 1959 wurde er Präsident des Landesarbeitsamts Berlin und 1960 erhielt er seine Berufung an das Bundesarbeitsgericht in Kassel.